# Sarlós partfutó
A sarlós partfutó (Calidris ferruginea) a madarak (Aves) osztályának lilealakúak (Charadriiformes) rendjébe, ezen belül a szalonkafélék (Scolopacidae) családjába tartozó faj.

## Rendszerezése
A fajt Erik Pontoppidan dán püspök, ornitológus írta le 1763-ban, a Tringa  nembe Tringa Ferrugineus néven. Egyes rendszertani munkák az Ereunetes nembe sorolják Ereunetes ferrugineus néven.

## Előfordulása
Oroszország északi részén, tundrák homokos, kavicsos szigetein fészkel. Ősszel Afrikába vonul, de Európába is kóborol. 

### Kárpát-medencei előfordulása
Magyarországon rendszeres vendég, tavaszi és őszi átvonulása alkalmából.

## Megjelenése
Testhossza 18–19 centiméter, szárnyfesztávolsága 42–46 centiméteres, testtömege 50–65 gramm. Nászruhában a hímnek rozsdavörös a begye és a hasa.
|  |  |

## Életmódja
Főleg rovarokkal táplálkozik, de puhatestűeket, férgeket, rákokat, magvakat és más növényi részeket fogyaszt.

## Szaporodása
Tundrákon, földön lévő mélyedésbe készíti fészkét. Fészekalja 3-4 tojásból áll.
|  |

## Védettsége
A Vörös Listán mérsékelten veszélyeztetett, Magyarországon védett, természetvédelmi értéke 25 000 forint.